# 도스시
도스시(일본어: 鳥栖市)는 일본 사가현 동단에 있는 시이다.
과거에는 미야키군에 속했고 사가현 제3의 인구 규모를 가진다. 규슈 교통의 대동맥인 가고시마 본선·나가사키 본선, 국도 3호선·국도 34호선, 규슈 자동차도·나가사키 자동차도·오이타 자동차도의 분기점이며 편리성이 높아 최근 인구 증가가 현저하다. 또 규슈의 물류 거점으로서 공장 등의 집적이 진행되고 있다.
J리그 사간 도스의 연고지이며 JR 도스역 동쪽의 도스 기관구·도스 정차장 철거지에 베스트 어메니티 스타디움(도스 스타디움)이 있다. 후쿠오카 도시권의 5% 통근 통학권에 포함된다.

## 지리
쓰쿠기평야(사가평야)에 위치하고 남쪽의 경계를 따라 지쿠고강이 흐른다. 저지대는 논으로 이용되고 그 중에 시가지가 있다. 북서부는 세후리 산지의 동부에 해당한다.

### 인접한 자치체
- 후쿠오카현
  - 구루메시
  - 오고리시
  - 지쿠시노시
  - 지쿠시군 나카가와정

- 사가현
  - 미야키군 기야마정, 미야키정

## 역사
- 1874년 - 사가의 난이 발발해 시내 아사히산에서 정부군과 반란군이 전투를 했다.
- 1889년 4월 1일 - 정촌제 시행으로 야부군 도도로키촌, 후모토촌, 아사히촌과 기이군 다시로촌, 기자토촌이 성립하였다.
- 1896년 3월 26일 - 군제 시행으로 5개 촌은 모두 미야키군에 속하게 되었다.
- 1907년 3월 19일 - 도도로키촌이 정으로 승격해 도스정이 되었다.
- 1936년 2월 11일 - 다시로촌이 정으로 승격해 다시로정이 되었다.
- 1954년 4월 1일 - 도스정, 다시로정, 기자토촌, 후모토촌, 아사히촌이 대등 합병해 시로 승격해 도스시가 성립하였다.

## 교통

### 철도
중심역: 도스역
- 규슈 여객철도
  - 가고시마 본선
  - 나가사키 본선

### 도로
- 규슈 자동차도
- 나가사키 자동차도
- 오이타 자동차도
- 국도 3호선
- 국도 34호선
- 국도 500호선